# Espanhol paraguaio

O espanhol paraguaio é uma modalidade do idioma espanhol falado na República do Paraguai, tendo semelhanças com o dialeto do nordeste argentino, devido ao passado comum jesuíta-guarani-hispânico. Caracteriza-se por ter forte influência do guarani , já que o Paraguai é o único país hispano-americano com a maioria de sua população bilíngue. O espanhol paraguaio possui características marcantes do espanhol anteriormente falado na Espanha, já que a maioria dos primeiros colonizadores eram castelãos, galegos e bascos.
Além de exercer influência nas províncias argentinas de Misiones, Corrientes, Entre Ríos, Formosa e em menor quantidade no Chaco. Se caracteriza por ter fortes influências do guarani.